# Tasz-Kömür
Tasz-Kömür (kirg. Таш-Көмүр) – miasto w obwodzie dżalalabadzkim w Kirgistanie liczące w 2016 roku 22 000 mieszkańców.